# خرم‌چماز
خرم چماز(خار وندی چماز: Kharvendi chemaz)، روستایی است از توابع بخش مرکزی شهرستان نکا در استان مازندران ایران.

## جمعیت
این روستا در دهستان پی‌رجه قرار دارد و براساس سرشماری مرکز آمار ایران در سال ۱۳۸۵، جمعیت آن ۱۴۱ نفر (۵۱خانوار) بوده‌است. مردم خرم چماز از قومیت طبری هستند. مردم خرم چماز به زبان طبری (مازندرانی) سخن می‌گویند.